# Joseph Beaume
Pour les articles homonymes, voir Beaume.
Joseph Beaume, né à Marseille le 27 septembre 1796 et mort  à Paris 10e le 11 septembre 1885, est un peintre français.

## Biographie
Joseph Beaume se forma à l'école de Gros, et débuta au Salon de 1819 par une scène biblique : Nephtali et Rachel. 
Depuis cette époque, il a pris part à toutes les expositions officielles qui ont eu lieu à Paris, excepté à celles de 1835, 1842, 1848 et 1849. Une médaille de 2e classe lui a été décernée en 1824, pour deux compositions représentant, l'une Alain Chartier embrassé pendant son sommeil par Marguerite d'Écosse, l'autre l’Invalide mourant. Ce dernier tableau, qui a eu les honneurs de la gravure, obtint les plus grands éloges : « II y a du naturel et de la simplicité dans cette petite scène, dit l'auteur anonyme d'une Revue critique du Salon, publiée chez Dentu en 1825 ; les figures sont parfaitement dessinées, parfaitement touchées et d'un faire, d'une précision très remarquables. » 
Beaume ne tarda pas à réaliser les espérances qu'avait données son début ; les tableaux suivants, qu'il envoya au Salon de 1827, lui valurent une médaille de 1re classe : Halte de chasse, le Roi boit (gravé), Intérieur rustique. À la manière dont l'artiste traitait les sujets familiers, on crut voir en lui un continuateur de Greuzo, de ce peintre honnête et sentimental qui faisait les délices de Diderot. 
Beaume exposa au même Salon la Bénédiction et la pose de la première pierre du monument de Louis XVI, tableau qui lui avait été commandé par le ministère de la Maison du Roi. À dater de cette époque, il mena de front, dans ses travaux, le genre et l'histoire, peignant tantôt des scènes familières pour les particuliers, tantôt des batailles pour l'État, tantôt même des sujets religieux pour les églises.
Beaume a été nommé chevalier de la Légion d'honneur par décret du 30 avril 1836.
Il est inhumé à Paris au cimetière du Père-Lachaise (59e division).

## Œuvres

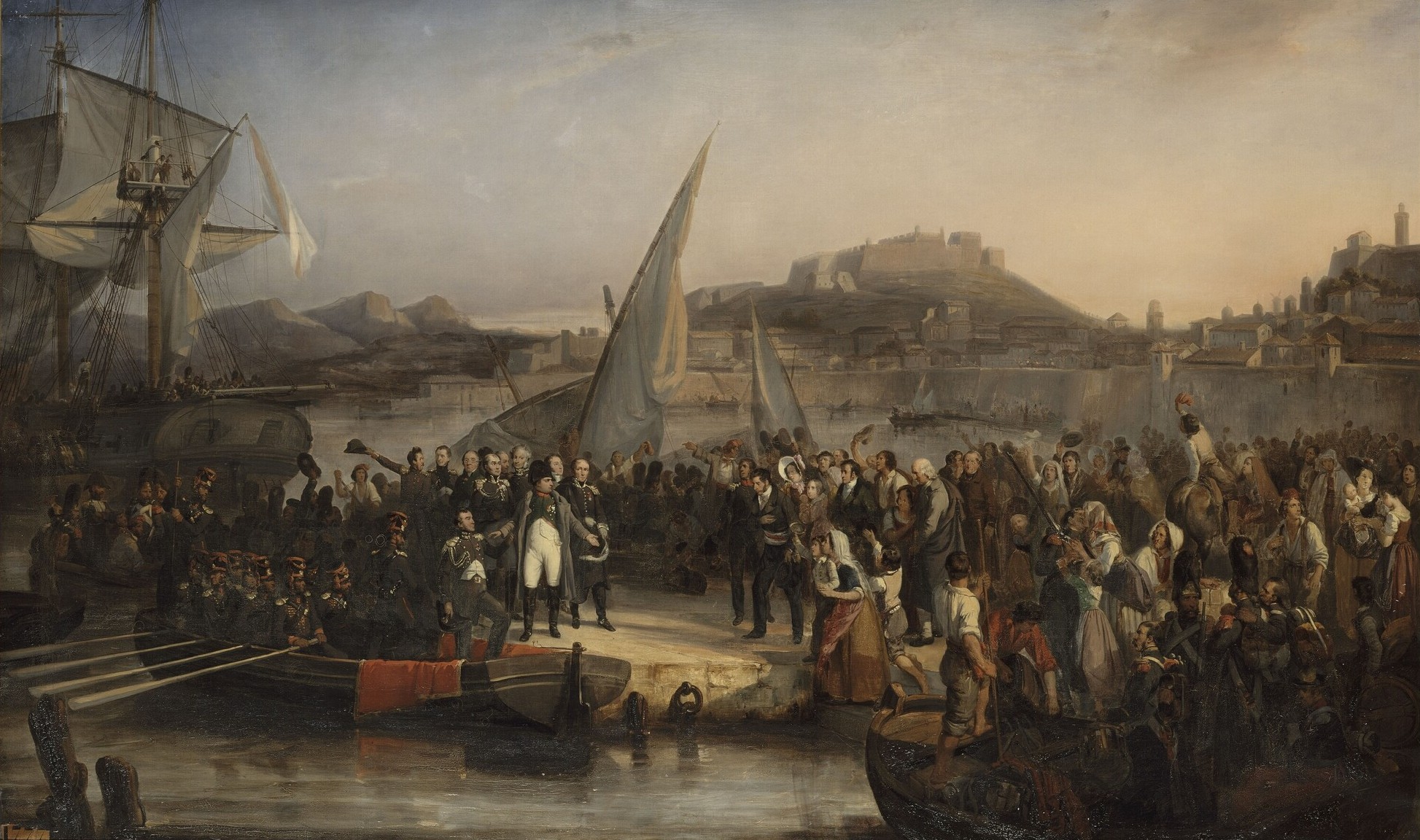
Napoléon Ier quittant l'île d'Elbe (1836), Antibes, musée naval et napoléonien.

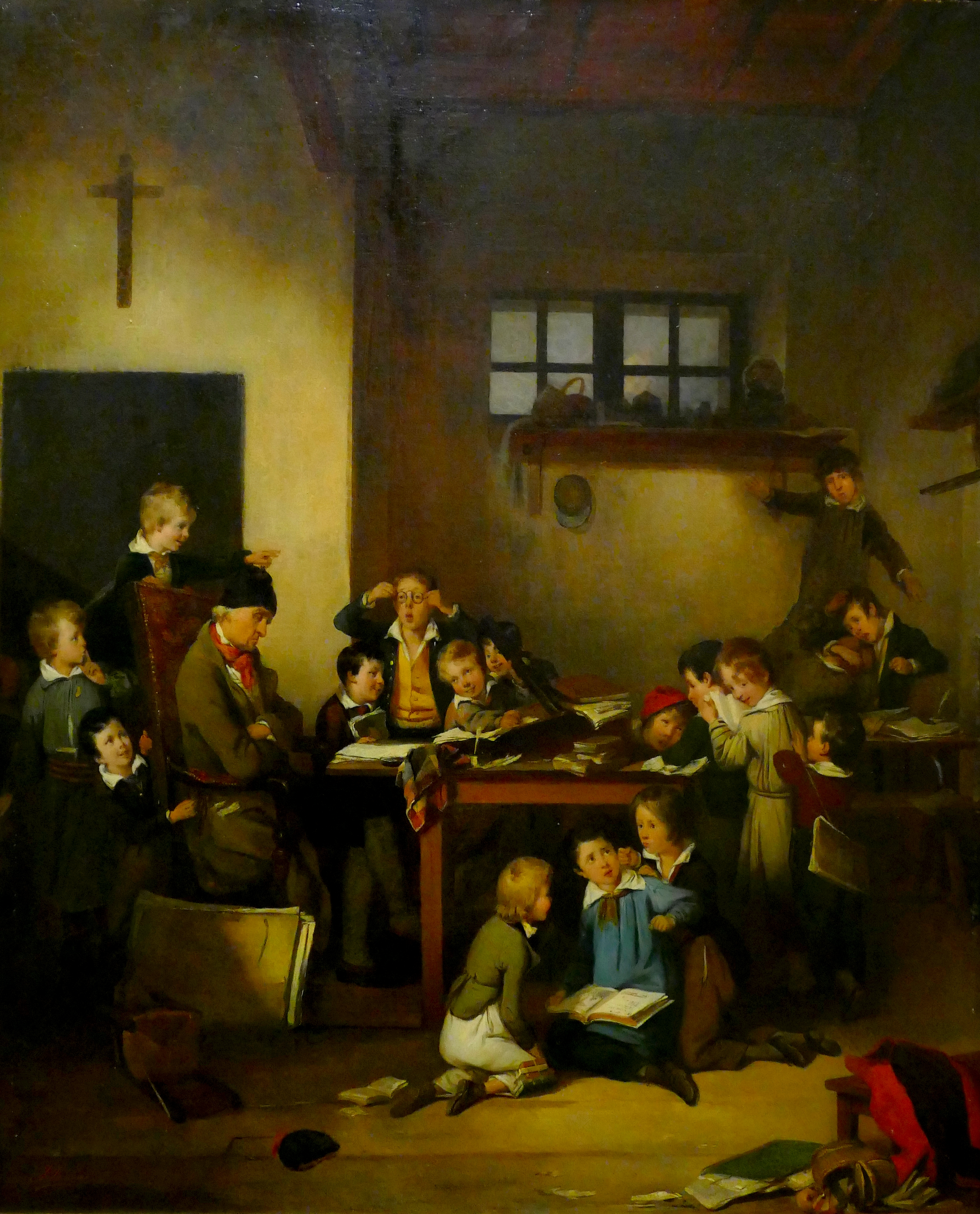
Le Maître d'école endormi (1831), Rouen, musée national de l'Éducation.

- Derniers moments de la grande Dauphine (Salon de 1834) ;
- Anne d'Autriche au Val-de-Grâce Salon de 1835) ;
- Passage du Rhin en 1795 et le Combat de Diernstein (Salon de 1836) ;
- Combat d'Albeck (Salon de 1837) ;
- Bataille de Lutzen Salon de 1838) ;
- Prise de Halle, la Bataille d'Opporto et la Bataille de Bautsen (Salon la Bataille de Toulouse (Salon 1840) ;
- Combat du Sig (Salon de 1841) ;
- Bataille d'Opporto, seconde version (Salon de 1843) ;
- Portrait de Jacques Androuet du Cerceau (1510-1584),1851, huile sur toile, 215 x 125 cm, musée des Beaux-Arts d'Orléans [4];
- Bataille de l'Alma (Salon de 1855) ;
- Mort de Charles-Quint (Salon de 1857) ;
- Louis XVII au Temple Salon de 1863) ;
- Épisode de la retraite de Russie (Salon de 1864).
- Jean Goujon, portrait reproduit en forme ovale par l'imprimeur-lithographe Villain (coll. pers.);
- Michel de l'Hospital, portrait reproduit en forme ovale par l'imprimeur-lithographe Cornillon (coll. pers.);

Plusieurs de ces tableaux figurent dans les galeries historiques de Versailles. Les deux premiers sont au Luxembourg ; le dernier appartient au czar. Parmi les sujets religieux peints par Beaume :
- Éducation de la Vierge (Salon 1844) ;
- Repas de la sainte Famille (Salon 1855) ;
- Moïse exposé (Salon 1857) ;
- Tentation de saint Antoine (Salon 1864) ;
- Fuite en Égypte (Salon 1866).

Parmi ses tableaux de genre :
- Maître d'école endormi (Salon 1831) ;
- Scène d'orage pendant la moisson (Salon 1833 ; collection de M. de Rothschild) ;
- Main chaude (même Salon, collection de M. Tardif, à Marseille) ;
- Pardon (gravé), la Lecture de la Bible, le Petit chaperon rouge (Salon 1840) ;
- Bergers des Pyrénées (Salon 1845) ;
- Sortie de l'église (Salon 1846 ; musée du Luxembourg) ;
- Rêve de jeune fille (Salon 1847) ;
- Oisiveté (Salon 1850) ;
- Dime, une Chasse au lion (Salon 1853) ;
- Saison des fleurs, une Famille italienne (Salon 1859) ;
- Voleurs et l'âne, le Rendez-vous de chasse (Salon 1861) ;
- Marguerite au rouet (Salon 1864) ;
- Convives inattendus, le Pantin (Salon 1865).

## Notes et références

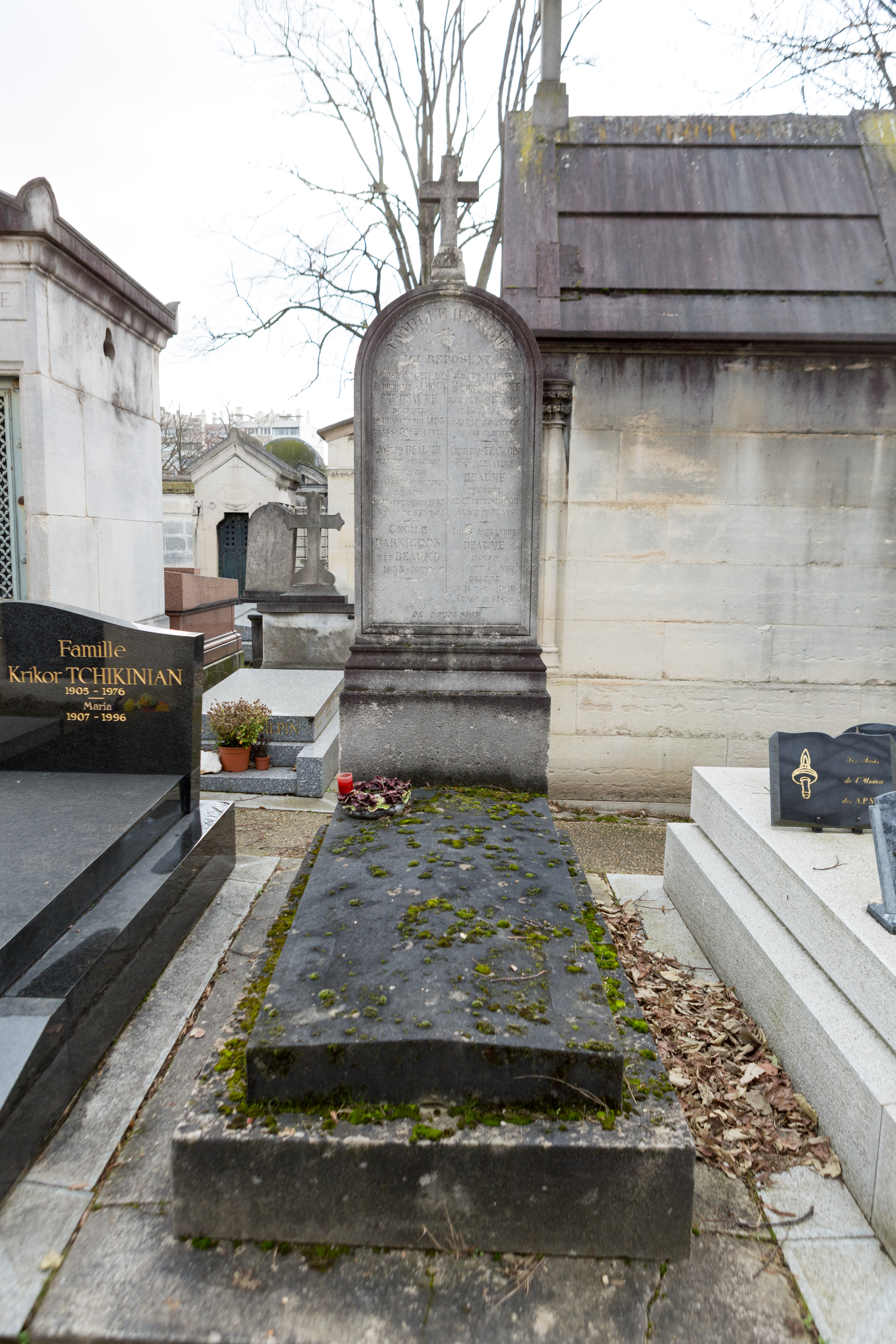
Tombe de l'artiste, Paris, cimetière du Père-Lachaise.